# Ryboradka dziewica
Ryboradka dziewica (Ephoron virgo) – gatunek jętki z rodziny ryboradkowatych.

## Taksonomia
Gatunek ten został opisany w 1791 roku przez Guillaume’a-Antoine’a Oliviera jako Ephemera virgo.

## Opis
Jętka ta osiąga od 10 do 18 mm długości ciała i dodatkowo od 13 do 35 mm długości przysadek ogonowych. Imagines latają licznie nad wodami w sierpniowe wieczory. Przyciąga je sztuczne światło. Larwy przechodzą swój rozwój w większych rzekach.

## Rozprzestrzenienie
W Europie gatunek ten został wykazany z Albanii, Austrii, Białorusi, Bułgarii, Chorwacji, Czech, Francji, Hiszpanii, Holandii, krajów byłej Jugosławii, Litwy, Luksemburgu, Łotwy, Macedonii Północnej, Niemiec, Polski, Rumunii, Rosji, Słowacji, Szwajcarii, Ukrainy, Węgier i Włoch.